# شاه یحیی مظفری
نصرت‌الدین شاه یحیی (زاده: ۷۴۴ ق/۱۳۴۳ م – مرگ: ۷۹۵ ق/۱۳۹۳ م) از حاکمان سلسله مظفریان و برادر زاده شاه شجاع می باشد.

## زندگی نامه
شاه یحیی در روز یکشنبه ۴ محرم سال ۷۴۴ ق / ۲۹ مه ۱۳۴۳م زاده شد. هنگامی که شاه شجاع به جای مبارزالدین محمد بر تخت نشست، برای مدتی شاه یحیی را زندانی کرد. اما پس از چندی آزاد شد و یزد را که در آن زمان در دست خواجه بهاالدین قورچی بود، با ترفند گرفت و خود در جایگاه امیری شهر نشست.
شاه یحیی در دوره زمامداری شاه شجاع، چند بار علیه دایی خود شورش کرد اما هر بار شکست خورد و برجای خود نشست. پس از مرگ شاه شجاع مطابق وصیت او، یزد همچنان در دست یحیی باقی ماند. اما او به یزد بسنده نکرد و آهنگ گرفتن فارس کرد.
چون به نزدیکی فارس رسید، با سلطان زین العابدین پسر شاه شجاع آشتی کرد. شاه یحیی از آن پس، اغلب اوقات خود را در اصفهان به سر می‌برد اما چون به آبادانی شهر یزد گرایش بیشتری داشت و مردم اصفهان از رفتار او رضایت نداشتند، از اصفهان بیرونش راندند.
پس از آن شاه یحیی آهنگ کرمان کرد و در جنگی که در ۷ جمادی‌الاول ۷۹۲ق / ۱۲ آوریل ۱۳۹۰م با عمادالدین احمد کرد، از او شکست خورد و به یزد بازگشت. در همین ایام امیر تیمور فارس را تسخیر کرد و شاه یحیی برای باریابی، نزد تیمور به شیراز شتافت و از سوی او به فرمانروایی آن شهر برگزیده شد و موظف شد سالانه ۳۰۰ تومان مالیات برای تیمور بفرستد.

## مرگ
شاه یحیی در کشتار دسته جمعی آل مظفر به فرمان تیمور در ۷۹۵ق/ ۱۳۹۳م کشته شد.